# Supercoupe d'Italie de football 1988
Navigation
Supercoupe d'Italie 1989
La Supercoupe d'Italie 1988 (italien : Suppercoppa italiana 1988) est la première édition de la Supercoupe d'Italie, épreuve qui oppose le champion d'Italie au vainqueur de la Coupe d'Italie. Disputée le 14 juin 1989 au stade San Siro à Milan, la rencontre est remportée par le Milan AC aux dépens de la Sampdoria de Gênes sur le score de 3-1.

## Participants
La rencontre oppose le Milan AC à la Sampdoria de Gênes. L'AC Milan se qualifie au titre de sa victoire en championnat 1988 et la Samp se qualifie pour la Supercoupe grâce à sa victoire en Coupe d'Italie de football 1987-1988. La compétition étant naissante, il s'agit de la première participation des deux clubs.

## Rencontre
Initialement prévu en août 1988, le match se tient en juin 1989. Le report s'explique par la concomitance avec les Jeux olympiques d'été de 1988 à Séoul,.
Le club génois ouvre le score dans le premier quart-d'heure par l'intermédiaire de Gianluca Vialli puis Franck Rijkaard égalise dans les minutes suivantes. Le score reste inchangé jusqu'en fin de match où le club milanais inscrit deux buts et remporte sa première Supercoppa sur le score de 3-1.

## Feuille de match
| 14 juin 1989 | Milan AC                                           | 3-1   | Sampdoria de Gênes | Stade San Siro, Milan     |                           |
|              | Rijkaard 18e · Mannari 72e · van Basten 90e (pen.) | (1-1) | 14e Vialli         | Arbitrage : Pietro D'Elia | Arbitrage : Pietro D'Elia |

| Milan | Sampdoria |

| Gardien de but | 1  | Giovanni Galli        |  |     |
| D              | 2  | Mauro Tassotti        |  |     |
| D              | 3  | Alessandro Costacurta |  |     |
| D              | 6  | Franco Baresi         |  |     |
| D              | 5  | Filippo Galli         |  | 86e |
| M              | 4  | Angelo Colombo        |  |     |
| M              | 8  | Frank Rijkaard        |  |     |
| M              | 10 | Carlo Ancelotti       |  |     |
| M              | 7  | Christian Lantignotti |  | 46e |
| A              | 9  | Marco van Basten      |  |     |
| A              | 11 | Alberigo Evani        |  |     |
| Remplaçants :  |    |                       |  |     |
| D              | 13 | Roberto Mussi         |  | 86e |
| A              | 14 | Graziano Mannari      |  | 46e |
| Entraîneur :   |    |                       |  |     |
| Arrigo Sacchi  |    |                       |  |     |

| Gardien de but | 1  | Gianluca Pagliuca |  |     |
| D              | 2  | Marco Lanna       |  |     |
| D              | 3  | Amedeo Carboni    |  |     |
| D              | 5  | Pietro Vierchowod |  | 57e |
| D              | 6  | Luca Pellegrini   |  |     |
| M              | 8  | Fulvio Bonomi     |  |     |
| M              | 4  | Fausto Pari       |  | 73e |
| M              | 7  | Víctor Muñoz      |  |     |
| M              | 10 | Fausto Salsano    |  |     |
| A              | 11 | Giuseppe Dossena  |  |     |
| A              | 9  | Gianluca Vialli   |  |     |
| Remplaçants :  |    |                   |  |     |
| M              | 14 | Roberto Breda     |  | 73e |
| A              | 13 | Loris Pradella    |  | 57e |
| Entraîneur :   |    |                   |  |     |
| Vujadin Boškov |    |                   |  |     |